# فرانكلين لوفراني
فرانكلين لوفراني (بالفرنسية: Franklin Loufrani)‏ (ولد في 25 أكتوبر 1942 في الجزائر) وهو رئيس شركة Smiley والتي تمتلك العلامة التجارية وحقوق الطبع والنشر الخاصة بوجه سمايلي والاسم في العديد من البلدان.

## السجل
.

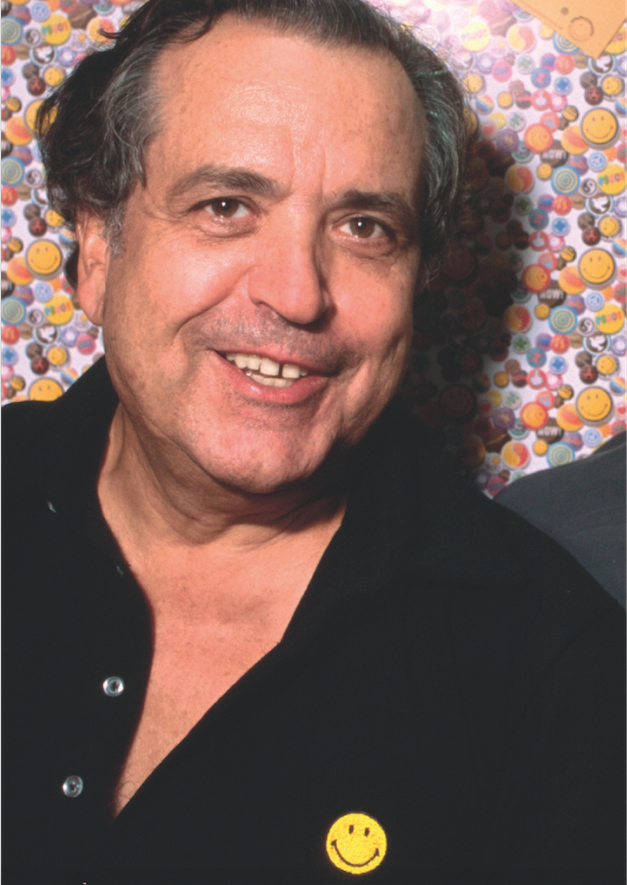
فرانكلين لوفراني

عمل فرانكلين لوفراني لمدة 5 عقود في مجال الصحافة، وفي مناصب كبيرة في صناعة التراخيص.
بدأ حياته في عام 1960 كمحرر في جريدة فرانس سوار [الإنجليزية] وكمحرر نشر لوكالة الدعاية ماسيو لاندا. في عام 1969 أسس قسم التراخيص الخاص بالناشر هاشيتفي فرنسا لترخيص الحقوق لـ الفيل باربر وشخصيات أخرى من كتبهم.
في عام 1972 أصبح لوفراني أول شخص يقوم بوضع علامة تجارية ويقوم بترويج وجه سمايلي. واستخدمه لتمييز القصص التي تتضمن أخبارًا جيدة في صحيفة فرانس سوار. وأطلق على التصميم اسم"Smiley" وبدأ في ترخيص الحقوق في جميع أنحاء شركته، Knowledge Management International (KIM).
ثم تقلد منصب الرئيس والمدير التنفيذي لشركة Junior Productions في عام 1973 والتي كانت الوكالة المرخصة لشركة مارفل كومكس وHanna Barbera و Larry Harmon [الإنجليزية] وغيرها من ممتلكات الترخيص العالمية الأمريكية الرئيسية، وكذا الممتلكات اليابانية الناشئة مثل Goldorak (Yūfō Robo Gurendaizā في اليابان) وPrince Saphir (Ribon no Kishi في اليابان) والعديد غيرها.
في عام 1977 بدأ تشغيل Télé-Junior S.A، حيث تولى منصب الرئيس ومدير النشر لـ Télé-Junior. في عام 1978 أصبح أيضًا مدير النشر في Télé-Parade. حصل لوفراني على تكريم في هذا الوقت على خطوته المبتكرة في نشر وتوزيع المجلات، والسجلات، والأشرطة، وأشرطة الفيديو لزيادة الوعي بترخيص الممتلكات، وأصبح أول وكيل ترخيص يدعم ممتلكاته المرخصة (Marvel، وHanna Barbera وLarry Harmon) من خلال الحملات الإعلامية والنشر.
في عام 1980 تم تعيين لوفراني سكرتيرًا عامًا لـ S.P.P.S (Syndicat des Publication Périodiques Spécialisées) وفي أغسطس أنشأ SARL Junior d’aujourd’hui كقسم من Femmes d’Aujourd’hui [الإنجليزية]
نظرًا لذيوع شهرة لوفراني في صناعة النشر، فقد أصبح في عام 1981 عضوًا في الفريق الاستشاري لإدارة F.N.P.H.P (Fédération Nationale de la Presse Hebdomadaire et Périodique)، قبل أن يصبح عضوًا في وكالة F.N.P.H.P للإعلان في عام 1984.
في أكتوبر 1981 قام بشراء أنصبة SARL Junior d’aujourd’hui من Femmes d’aujourd’hui وحصل على الملكية والحقوق لاستغلال Télé-Junior في شركته SARL Junior Productions.
وبمرور الوقت، استمر نمو شركة Smiley على يد فرانكلين لوفراني باعتبارها شركة ترخيص عالمية، وفي لندن في عام 1996، انضم نيكولاس لوفراني إلى والده في جهوده للنهوض بشركة Smiley. بدأ الاثنان معًا شركة Smiley للترخيص،, واستعادا جميع حقوق العلامة التجارية التي كانت موجودة مسبقًا حيث احتفظ فرانكلين لوفراني بشعار سمايلي منذ عام 1971.

## إنشاء العلامة التجارية Smiley
في عام 1971، تحدى بيير لازاريف فرانكلين لوفراني، ولازاريف كان محرر الصحيفة الفرنسية الرائدة فرانس سوار، وذلك لعمل حملة لنشر قدر قليل من السعادة في وقت كانت الأخبار السيئة هي السائدة. وتمكن من ابتكار فكرة شعار بسيط لكي يتم استخدامه كطريقة لإظهار الأخبار الجيدة.
تم اعتماد الشعار كعلامة تجارية رسمية لدى INPI المعهد الوطني للممتلكات الصناعية في 1 أكتوبر من عام 1971 لفئات السلع والخدمات 1، 2، 4، 9، 14، 15، 16، 18، 20، 21، 24، 25، 28، 29، 30، 32، 33، 34، 35، 38، 39، 41.
وُلد شعار Smiley في يوم السبت 1 يناير 1972 عندما طبعت صحيفة فرانس سوار الفرنسية عبارة لوفراني الترويجية «خصص جزءًا من وقتك لكي تبتسم». هذه هي أول مطالبة معروفة ومنشورة بملكية حقوق الطبع والنشر لشعار Smiley.
وقبل ذلك بمدة طويلة انطلقت الدعاية الترويجية في طريقها، وتوفرت فرص ترخيص مختلفة أمام Smiley خلال صناعات متنوعة. ونمت الممتلكات باعتبارها ظاهرة تجارية رائدة.
وتم الاعتماد أيضًا على حملة Smiley من قبل صحف أوروبية أخرى مثل دي تيليجراف، بليك [الإنجليزية]، لافينجوارديا.

## SmileyWorld Association
في عام 2005 أسست أسرة لوفراني SmileyWorld Association (SWA). حيث اتخذوا القرار باستقطاع بعض من أرباح الشركة لرعاية مشروعات اجتماعية في جميع أنحاء العالم.